# Фостер, Джон Беллами
Джон Беллами Фостер (англ. John Bellamy Foster; род. 19 августа 1953, Сиэтл, Вашингтон) — американский социолог и политолог, эмерит-профессор Орегонского университета, редактор журнала «Monthly Review» (с 2006). Зарекомендовал себя как крупный социолог-эколог, много писал о политической экономии. Лауреат Дойчеровской мемориальной премии (2020).

## Жизнь и деятельность
Окончил Колледж Вечнозелёного штата (бакалавр Либерал Артс, 1975). Упоминал, что во время первых двух лет его учебы там на него сильно повлиял Маркузе.
Степени магистра и доктора философии, обе по политологии, получил в Йоркском университете (соотв. 1977, 1984). Вспоминал, что его привлекла туда фигура Иштвана Месароша, покинувшего, однако, данный вуз из-за происшедшего идейного раскола на кафедре политологии между теми, кого называли «политическими экономистами» — от «критических теоретиков».
В последние десятилетия (по состоянию на 2023-й год) большая часть работы Фостера посвящена марксистской экологии. Отмечал, что его «столкновение с иррационализмом, проникающим в экологическую сферу от так называемых левых, бросающих вызов всем формам революционной экологической практики, наряду с наукой о системе Земли, марксизмом и диалектическим критическим реализмом, впервые заставило меня задуматься о том, как иррационализм дезорганизует левых, выводя их из сферы необходимых действий и представляя собой косвенную апологетику капиталистической системы».
В 1996—2001 соредактор Organization & Environment.
В 2000—2005 соредактор, с января 2006 года редактор Monthly Review.
Автор таких трудов, как «Марксова экология: Материализм и природа» (Marx’s Ecology: Materialism and Nature, 2000), «Великий финансовый кризис: Причины и последствия» (The Great Financial Crisis: Causes and Consequences, 2009), «Экологический разрыв: Война капитализма против Земли» (The Ecological Rift: Capitalism’s War on the Earth, 2010), «Теория монополистического капитализма: Изложение марксистской политэкономии» (The Theory of Monopoly Capitalism: An Elaboration of Marxian Political Economy (2014), «Диалектики экологии» (Monthly Review Press, 2024).

## Книги
- Naked Imperialism: The U.S. Pursuit of Global Dominance (2006)
  - Откровенный империализм — «бремя белого человека». — М.: Поколение, 2007. — 319 с. — ISBN 978-5-9763-0052-1.
- Pox Americana: Exposing the American Empire (co-edited with Robert W. McChesney, 2004)
- Ecology Against Capitalism (2002)
- The Vulnerable Planet: A Short Economic History of the Environment (1999, 2nd Ed.)
- Marx’s Ecology: Materialism and Nature (2000)
- In Defense of History: Marxism and the Postmodern Agenda (co-edited with Ellen Meiksins Wood, 1996)
- Capitalism and the Information Age: The Political Economy of the Global Communication Revolution (co-edited with Ellen Meiksins Wood and Robert W. McChesney, 1998)
- The Faltering Economy: The Problem of Accumulation under Monopoly Capitalism (1982)

## Переводы статей на русский
- Империализм и «Империя»  // Лефт.ру, 2004.
- Имперская Америка и война (Предисловие к сборнику статей Гэрри Магдоффа "Империализм без колоний", 2003).
- Капитализм в стране чудес (в соавторстве с Р. Йорком и Б. Кларком) // Экосоциалистический манифест. Свободное марксистское издательство.
- Марксова критика просветительского гуманизма = Marx’s critique of Enlightenment humanism. Arevolutionary ecological perspective. // Дискурс-Пи. 2023. № 2.
- Марксизм и экология: общие истоки Большого перехода = Marxism and Ecology. Common Fonts of a Great Transition // Спільне, 2020.
- Марксова открытая критика: почему марксизм не догма = Marx’s Open-Ended Critique // Спільне, 2019.
- Новая эра империализма // Лефт.ру, 2003.